# Каллист (Поборский)

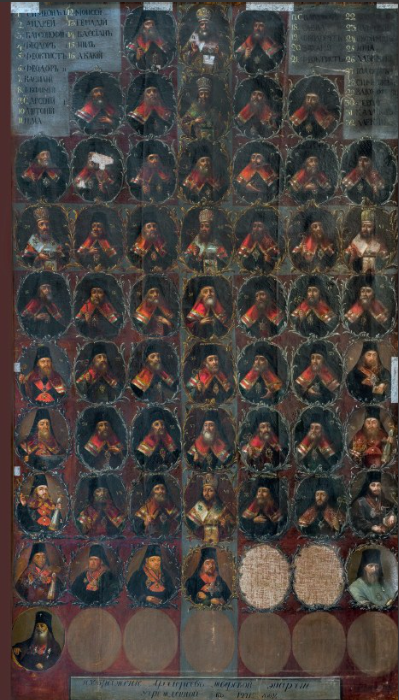
Портреты епископов Тверских, кон. XVIII — сер. XIX вв. Портрет еп. Каллиста под номером 31

Архиепископ Каллист (Поборский или Подборский; ум. 23 июня 1711, Москва) — епископ Русской православной церкви, архиепископ Тверской и Кашинский.

## Биография
Родился в городе Смоленске.
С 1700 года — архимандрит Спасо-Ярославского монастыря.
21 февраля 1703 года хиротонисан во епископа Тверского с возведением в сан архиепископа.
В 1709 году исходатайствовал на церковные нужды Тверской епархии из казны сумму в 1200 рублей ежегодно.
12 сентября 1709 года освятил в Желтиковом монастыре Алексеевскую церковь, устроенную Петром Великим.
В 1711 года вызван в Москву, где и скончался 23 июня 1711 года. Погребен в Донском монастыре.